# Antoine Ellen-Prévot
Pour les articles homonymes, voir Prévot.
Antoine, Abel, Gabriel Prévot dit Ellen-Prévot, né le 11 août 1877 à Auch et décédé le 5 juin 1952 à Toulouse, est un homme politique français. 
Militant de la Section française de l'Internationale ouvrière (SFIO), il est élu député de la Haute-Garonne en 1910 et réélu en 1914. Également conseiller général et conseiller municipal de Toulouse, cet entrepreneur chrétien, représentant une aile modérée de la SFIO, est battu en interne à la désignation par Etienne Billières, auquel il finit par succéder comme maire en 1935, poste qu'il conserve jusqu'à la défaite de 1940. Ayant apporté son soutien au maréchal Philippe Pétain, il est exclu de la SFIO à la Libération. Il participe alors à la création du Parti socialiste démocratique (PSD) aux côtés de Paul Faure, dont il anime la fédération départementale, mais ne retrouve pas de mandat politique.

## Biographie
Gabriel Prévot naît le 11 août 1877 à Auch. Son père est Paul Prévost, chef de brigade des postes, sa mère, Bernarde Serre, est sans profession. Il fait ses études au lycée de garçons de Toulouse (actuel lycée Pierre-de-Fermat), puis au lycée Henri-IV à Paris. En 1898, il est reçu à l'École normale supérieure, où il connaît son premier engagement politique dans les rangs dreyfusards, qui l'amène à adhérer au groupe « Unité socialiste » du 5e arrondissement de Paris et au Parti socialiste français (PSF) de Toulouse. Il est également introduit par Jean Jaurès à la Dépêche, où il est chargé de la rubrique paysanne et des questions sociales.
En 1907, il est nommé professeur de lettres au lycée d'Aurillac (actuel lycée Émile-Duclaux, Cantal), puis à celui de Cahors (actuel lycée Clément-Marot, Lot). Le 18 décembre 1907, il épouse avec Marguerite Gibert. En 1909, il est reçu à l'agrégation de lettres.
Dans le même temps, il poursuit sa carrière de militant à la fédération socialiste de la Haute-Garonne. Entre 1905 et 1908, il est délégué permanent de la fédération SFIO au Congrès national et la représente au congrès de Limoges en 1906, puis au congrès de Saint-Quentin en 1911. Il lance également sa carrière politique : avec le soutien de Jean Jaurès, il se présente en décembre 1905 à l'élection législative partielle de la 2e circonscription de la Haute-Garonne, à la suite de la mort d'Honoré Serres, où il s'oppose à Joseph Couderc, représentant du parti radical et secrétaire de mairie. C'est à cette époque qu'il prend le surnom d'« Ellen », en référence à la culture grecque, qu'il accole indifféremment à son prénom ou à son nom. Il est finalement battu, mais de peu, et se présente dans la même circonscription aux élections législatives de mai 1906 : en tête au premier tour, il se retire dans le cadre d'un accord passé avec les radicaux pour assurer l'élection du socialiste Albert Bedouce dans la 1re circonscription de la Haute-Garonne. Gabriel-Ellen Prévot a, entre-temps, été élu le 22 février 1906 au conseil municipal, dirigé par Albert Bedouce, puis par Jean Rieux. En 1908, il est battu, puis retrouve son siège de conseiller municipal en 1912. Il y exerce alors les fonctions d'adjoint au Travail et à la Prévoyance sociale.
Le 8 mai 1910, à la suite des élections législatives, il est enfin élu député de la Haute-Garonne pour la 2e circonscription, puis réélu le 10 mai 1914. À la Chambre des députés, il siège à la commission de l’Enseignement. Pendant la Première Guerre mondiale, il soutient la politique de défense nationale, tout en soutenant la reprise des relations socialistes internationales.

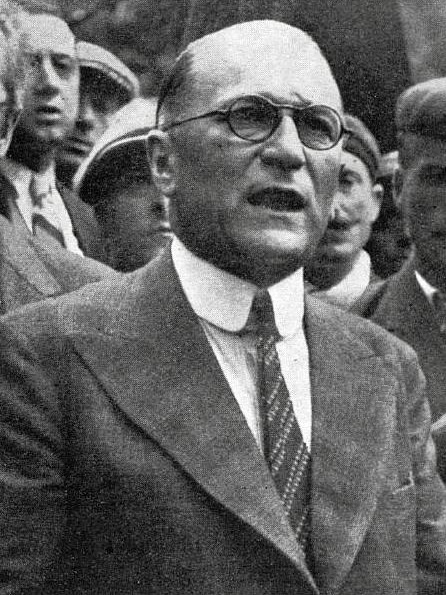
Antoine Ellen-Prévot en 1936.